# Quận của tỉnh Meuse
3 quận của tỉnh Meuse gồm:
1. Quận Bar-le-Duc, (tỉnh lỵ của tỉnh Meuse: Bar-le-Duc) với 9 tổng và 109 xã. Dân số của quận này là 66.880 người năm 1990, 64.400 người năm 1999, tăng trưởng dân số là 3.71%.
2. Quận Commercy, (quận lỵ: Commercy) với 7 tổng và 136 xã. Dân số của quận này là 44.357 người năm 1990, và 43.845 người năm 1999, tăng trưởng dân số là 1.15%.
3. Quận Verdun, (quận lỵ: Verdun) với 15 tổng và 253 xã. Dân số của quận này là 84.986 người năm 1990, và 83.953 người năm 1999, tăng trưởng dân số là 1.22%.